# Специјална болница за хроничну психијатрију Модрича
Специјална болница за хроничну психијатрију Модрича једна је од две специјализоване психијатријске болнице у Републици Српској, која пружа услуге хроничним психијатријским пацијентима, обољелим од шизофреније и других психоза. Болница је сертификована и акредитована за дијагностиковања, лечења, негу и психосоцијалне рехабилитацију, која на својим одељењима настоји да постигне побољшање здравственог психофизичког стања, унапређење социјалног функционисања, и подизање радних и окупационих вештина лечених пацијената. Посебна сфера је социјална брига, заштита и заступање права пацијената. Уз организовање свакодневних активности, рекреације и културно забавног садржаја пацијентима се побољшава квалитет живота, што их припрема за повратак и укључивање у живот у породици и заједници.

## Положај и размештај
Болница је смештена на две локације у селу: Гаревац поред Модриче у комплексу са више засебних објеката, и селу Кладари, општина Модрича, и организована као Заштићена кућа.

## Називи
Дом за штићенике (стара, беспризорна ментално болесна лица) од 1947. до 1970. — Социјално-медицинска установа „Јакеш“ од 1970. до  1983. — Завод за лијечење и рехабилитацију хроничних душевних болесника од 1983. до 2010. — ЈЗУ Специјална болница за хроничну психијатрију Модрича од 2011.

## Историја
Болница је основана 1947. у национализованом летњиковцу породице Карамата у селу Јакеш код Модриче, као Дом за штићенике (стара, беспризорна ментално болесна лица), капацитета око 40 постеља. У Дому је с краја 1940-тих радило неколико запослених ниских квалификација. Дом се издржавао уз помоћ УНРА-е радом запослених и штићеника на пољопривреди и у радионици кожарско-галантеријског предузећа.

Током 1978. године Дом за штићенике је постао Социјално-медицинска установа „Јакеш“, на чије чело је дошао бивши председник општине (по образовању учитељ) са жељом да развије и трансформише ову установу: 
од дома бивших људи начинити угледну установу усмјерену ка пацијенту, његовој рехабилитацији и ресоцијализацији а примјеном најмодернијих принципа социјалне психијатрије.
Болница је примала на лечење психијатријске пацијента из целе бивше Југославије.
Од 1983. године болница прераста у Завод и постаје референтна здравствена установа, на више локација: 
- У почетку пацијенти су смештани у адаптиране објекте машинске школе на пољопривредном добру у селу Гаревац (капацитета 150 постеља)
- Комплексу - насеље „Бреза“ од шест објеката породичног типа са 180 постеља, и радионицама за радни ангажман и окупациону терапију.
- Објекат пансиона „Шанса“ у који је смештано до 20 пацијената.
- У селу Пећник отворена је сточарско-пољопривредна економија која уз стручно особље запошљавала 20 пацијената који су живели на фарми.
- У селу Копривна отворени су објектима старе основне школе азилни дом за опустошене пацијенте са око 100 постеља.
- У селу Ријечани изграђује се бунгаловско насеље предвиђено за рекреацију и одмор пацијената.

Током ратних сукоба на простору Босне и Херцеговине, маја1992. године локалитети Завода су одвојени један од другог линијом фронта...
...на једној страни остају Копривна и Ријечани а на другој Јакеш и Гаревац. Део пацијената из Гаревца евакуисан је у Тузлу и Јакеш, из Јакеша у Хрватску и Мађарску, а преостали пацијенти из Јакеша у Копривну где је већ боравило 120 најтежих болесника. Такође и пацијенти из Ријечана пристижу тако да се у лето 1992. године на локалитету у Копривни налази близу 400 пацијената, у крајње тешким условима без хрене, питке воде, електричне струје, без крова, без постеље. О њима брину десетак медицинских сестара, једна докторица и неколико кухарица, чистачица и портира.
Уз помоћ међународних хуманитарних и домаћих организација и Министарства здравља и социјалне заштите Републике Српске, ФЗО РС, Завод је обновљен, од 1995—2010. године установа кадровски јача и поново бива стављен у функцију као референтне установе за продужено лечење и рехабилитацију хроничних душевних болесника.
Завод за лијечење, рехабилитацију и социјалну заштиту хроничних душевних болесника, од 2011. године мења име у ЈЗУ Специјална болница за хроничну психијатрију Модрича, и под тим именом и данас послује.

## Циљ
У оквиру модернизацији болнице према Акционом плану у области менталног здравља за Европу и Стратегије развоја менталног здравља у Републици Српској за период од 2019. до 2029. године главни циљеви Специјална болница за хроничну психијатрију Модрича су:
- решавање проблем стигме и дискриминације,
- указивање на значај менталног здравља,
- превенција менталних проблема и самоубистава,
- обезбеђивање доступности заштите за менталне проблеме,
- испуњавање стандарда за сертификацију и акредитацију болница,
- успостављање добрих информација о менталном здрављу,
- обезбеђивање спроведених и адекватних финансијских средстава.

## Организација
| Назив                                                  | Организационе јединице и задаци | Број кревета                                    |
| ------------------------------------------------------ | --- | ----------------------------------------------- |
| Одељење за медицинске послове - психијатријско одељење | - Пријемна амбуланта (која обављање специјалистичке прегледе, интервенција, пријем пацијената на прегледе, вођење медицинске документације и статистике) - Лабораторијска дијагностика (која обавља основни биохемијске анализе, прегледи урина и столице) - Болничка апотека (намењена искључиво за потребама пацијената у болници).                                                                                     |                                                 |
| Стационарно психијатријско одељење                     | - Одељење мушке и женске затворене психијатрије (у коме се лече пацијенти којима је због менталног стања потребна психијатријска дијагностика и лечење у посебно заштићеним условима). - Одељење женске отворене психијатрије (бави се продуженим психијатријским лечењем и рехабилитацијом пацијенткиња) - Одељење мушке отворене психијатрије (бави се проширеним психијатријским лечењем и рехабилитацијом пацијената) | - Акутни мушкарци 12; Акутне жене: 16 - 21 - 42 |
| Одељење за соматску медицину                           | - Соматско одељење (намењено лечењу болесника који су, поред психијатријске болести, патили и од дефинисане соматске болести). - Одељења за непокретне болеснике (у коме се стационарно лече старији болесници који пате од хроничних психијатријских болести, који су теже покретни или непокретни). | - 15 - 16                                       |
| Одељење за рехабилитацију                              | - Одељење за рехабилитацију Врбас, Уна, Босна - Одељење за рехабилитацију Неретва, Сутјеска, Ибар - Одељење за рехабилитацију Дрина, Сава, Криваја - Заклоњена кућа у селу Кладари доњи (функционише као домаћинство, у коме се болесници припремају за живот ван болнице и уклапање у заједницу) | - 12                                            |
| Одељење за услуге рехабилитације                       | - Одељење за радну терапију (врши процену рехабилитационог потенцијала и израду индивидуалних планова рехабилитације болесника, планирање и спровођење рехабилитационих садржаја кроз рад и окупационе активности, према програму који се одвија кроз различите садржаје, у зависности од категорије болесника и њихових преференција)                                                                                    |                                                 |
| Одељење за социјални рад                               | |                                                 |

| Назив                                    | Задаци |
| ---------------------------------------- | --- |
| Управљање услугама квалитета             | - Примена стандарда Министарства здравља и социјалне заштите и успостављање и одржавање система квалитета. - Сертификација и рецертификација установе. - Обезбеђивање континуиране усаглашености квалитета услуга и рада установе са свим релевантним стандардима и законским прописима. - Планирање и спровођење обуке запослених за примену система управљања квалитетом. - Планирање и спровођење интерних ревизија учинка система управљања и система квалитета заснованих на утврђеним критеријумима за верификацију система управљања. - Анализа података о функционисању успостављених система, идентификовање проблема и могућности за побољшање и утврђивање превентивних и корективних мера и мера побољшања. - Континуирана ревизија система управљања. - Организовање, формирање и вођење стручних тимова за унапређење система квалитета и решавање одређених проблема у установи. |
| Услуге правних и општих послова          | - Обављају све правне послове у оквиру делатности установе, - Израђују све врсте уговора које болница закључује, општих аката, одлука, решења; - Израђују нормативна аката болнице; - Прате и тумаче све законска и подзаконска аката, пружају правну помоћ запосленима; луге управљања |
| Услуге економских и финансијских послова | - Обављају све економске, финансијске и рачуноводствене активности |
| Услуга јавне набавке                     | - Брине о осигурању најефикаснијег и најекономичнијег трошења јавних средстава |
| Услуга исхране болесника                 | - Бави се складиштењем, припремом и обрадом хране и производњом. |
| Одељење за техничке послове              | - Обавља текуће и инвестиционо одржавање објеката, опреме и инвентара, сервисирање и испитивање исправности уређаја и опреме из своје надлежности. |

### Кадрови
У болници је запослено 155 радника, од тога броја медицински кадар чини 85 радника, а немедицински кадар 70 радника.
Медицински кадар
- 6 лекара специјалиста
- 4 специјализанта из психијатрије
- 2 психолога
- 1 дефектолог
- 1 педагог психолог
- 2 социјална радника
- 63 медицинских сестара/техничара
- 10 болничара

Немедицински кадар
- 70 радника